# Pretoro
Pretoro es un municipio italiano situado en la provincia de Chieti, en Abruzos. Tiene una población estimada, a fines de mayo de 2025, de 859 habitantes.
Forma parte de la asociación Los Pueblos más Bonitos de Italia (I borghi più belli d'Italia).

## Evolución demográfica
| Gráfica de evolución demográfica de Pretoro entre 1861 y 2025 |
|                                                               |
| Fuente: ISTAT - Elaboración gráfica de Wikipedia              |